# 锯齿螈属
锯齿螈（学名：Prionosuchus）是一种灭绝的大型离片椎目两栖动物。该属下仅有一种普氏锯齿螈，生存于早二叠世。化石被发现于现今的巴西东北部。体长可达5米以上，头部细长酷似鳄鱼，主要以鱼类为食。

## 描述

正模标本（绿色）；最大已知标本（灰色）

该物种的化石残骸被发现在巴西东北部巴纳伊巴盆地（Parnaíba Basin）的火石城组（Pedra do Fogo Formation，意为“火之石”，因出产燧石而得名），于1948年被L.I. Price描述 。其正模不完整的头骨标本被估计约长50厘米，除此之外，最大的一具破碎标本 (BMNH R12005)，头骨长度估计达到1.6米，根据现生近缘物种，推測体长可以超过5.5米。
根据其细长的吻部，大量锋利的牙齿，短腿和长尾巴，其形象非常接近现存的食鱼鳄并且可能具有类似的水生生活习性，可能靠伏击鱼类为食。对于其近亲先驱螈的一项研究表明，先驱螈要更接近鱼类而不是现代两栖动物，锯齿螈可能也是如此。